# Арабський суперкубок з футболу
Арабський суперкубок з футболу (араб. الكأس العربية الممتازة) — колишній щорічний футбольний турнір, в якому брали участь клуби, володарі та фіналісти Арабського кубка володарів кубків та Арабського кубка чемпіонів.

## Історія
Турнір було засновано 1992 року. Турнір мав не зовсім звичну для суперкубка структуру, оскільки окрім команд, які минулого сезону виграли Арабський кубок чемпіонів та Арабський кубок володарів кубків, у ньому брали участь і фіналісти цих змагань, які у одноколовому груповому турнірі визначали переможця. У першому розіграші 1992 року переможцем став марокканський «Відад».
У наступних двох роках 1990 році турнір не проводився, а з 1995 року став проходити щорічно. 2001 року пройшов останній розіграш Арабського кубка володарів кубків, після чого через об'єднання Арабського кубка чемпіонів та Арабського кубка володарів кубків був скасований.

## Переможці
| Рік         | Переможець           | 2 місце              | Місце проведення                                |               |
| ----------- | -------------------- | -------------------- | ----------------------------------------------- | ------------- |
| 1992 Деталі | Відад                | Аль-Хіляль (Ер-Ріяд) | «Мохаммед V», Касабланка                        |               |
| 1993        | Не проводився        | Не проводився        | Не проводився                                   | Не проводився |
| 1994        | Не проводився        | Не проводився        | Не проводився                                   | Не проводився |
| 1995 Деталі | Аш-Шабаб (Ер-Ріяд)   | Аль-Хіляль (Ер-Ріяд) | Міжнародний стадіон імені Короля Фахда, Ер-Ріяд |               |
| 1996 Деталі | Есперанс (Туніс)     | Ер-Ріяд              | «Стад ель-Мензах», Туніс                        |               |
| 1997 Деталі | Аль-Аглі (Каїр)      | Олімпік Хурібга      | Мохаммед V, Касабланка                          |               |
| 1998 Деталі | Аль-Аглі (Каїр)      | Клуб Африкен         | «Стад ель-Мензах», Туніс                        |               |
| 1999 Деталі | Оран                 | Аль-Джаїш (Дамаск)   | «Аббасіїн», Дамаск                              |               |
| 2000 Деталі | Аш-Шабаб (Ер-Ріяд)   | Аль-Файсалі (Амман)  | Амманський міжнародний стадіон, Амман           |               |
| 2001 Деталі | Аль-Хіляль (Ер-Ріяд) | Ан-Наср (Ер-Ріяд)    | «Аббасіїн», Дамаск                              |               |

### За країною
| Країна            | Чемпіонств | 2 місць |
| ----------------- | ---------- | ------- |
| Саудівська Аравія | 3          | 4       |
| Єгипет            | 2          | 0       |
| Туніс             | 1          | 1       |
| Марокко           | 1          | 1       |
| Алжир             | 1          | 0       |
| Йорданія          | 0          | 1       |
| Сирія             | 0          | 1       |